# Ратница
Ра́тница — деревня в Шумском сельском поселении Кировского района Ленинградской области.

## История
Впервые упоминается в Писцовой книге Водской пятины 1500 года как деревня Ратницы в Егорьевском Теребужском погосте Ладожского уезда.
На карте Санкт-Петербургской губернии Ф. Ф. Шуберта 1834 года также упоминается по именем Ратницы.

РАТНИЦЫ — деревня принадлежит детям действительного статского советника Савицкого и коллежскому советнику Теглеву, число жителей по ревизии: 62 м. п., 59 ж. п. (1838 год)

РАТНИЦА — деревня принадлежит разным владельцам, по просёлочной дороге, число дворов — 27, число душ — 50 м. п. (1856 год)

РАТНИЦЫ — деревня владельческая при колодцах, число дворов — 26, число жителей: 54 м. п., 62 ж. п. (1862 год) 

В 1884—1885 годах временнообязанные крестьяне деревни выкупили свои земельные наделы у А. А. и В. В. Савицких и стали собственниками земли.
Согласно материалам по статистике народного хозяйства Новоладожского уезда 1891 года имение при селении Ратницы площадью 95 десятин принадлежало дворянам А. В. и С. В. Мельницким и было приобретено до 1868 года.
В конце XIX века деревня административно относилась к Шумской волости 1-го стана Новоладожского уезда Санкт-Петербургской губернии, в начале XX века — 4-го стана.
С 1917 по 1927 год деревня Ратница входила в состав Ратницкого сельсовета Шумской волости Волховского уезда.
Согласно данным переписи населения СССР 1926 года в деревне Ратницы проживали 243 человека — все русские.
С 1927 года в составе 1-го Горского сельсовета Мгинского района.
По данным 1933 года деревня Ратница являлась административным центром Ратницкого сельсовета Мгинского района, в который входили 7 населённых пунктов: деревни Большая Горгала, Малая Горгала, Гноры, Кайчала, Карпово, Ратница, Терёбушка, общей численностью населения 1386 человек.
По данным 1936 года в состав Ратницкого сельсовета входили 8 населённых пунктов, 213 хозяйств и 6 колхозов.

План деревни Ратница. 1941 год

Согласно топографической карте РККА 1941 года деревня насчитывала 51 двор. В деревне находилась ветряная мельница.
С 1960 года в составе Волховского района.
В 1961 году население деревни Ратница составляло 195 человек.
По данным 1966 и 1973 годов деревня Ратница также находилась в подчинении Шумского сельсовета Волховского района.
По данным 1990 года деревня Ратница входила в состав Шумского сельсовета Кировского района.
В 1997 году в деревне Ратница Шумской волости проживал 31 человек, в 2002 году — 29 человек (русские — 90 %).
В 2007 году в деревне Ратница Шумского СП — 17, в 2010 году — 14 человек.

## География
Находится в восточной части района на автодороге 41К-122 (Лаврово — Шум — Ратница), в месте её примыкания к автодороге Р21 (E 105) «Кола» (Санкт-Петербург — Петрозаводск — Мурманск).
Расстояние до административного центра поселения — 12 км.
Расстояние до ближайшей железнодорожной станции Войбокало — 11 км.
Деревня Ратница граничит с землями запаса и землями сельскохозяйственного назначения Шумского сельского поселения.

## Демография
| 1862 | 2007 | 2010 | 2011 | 2017 |
| ---- | ---- | ---- | ---- | ---- |
| 116  | ↘17  | ↘14  | ↘12  | →12  |

## Инфраструктура
По данным администрации за 2011 год деревня насчитывала 39 домов.